# 1re étape du Tour d'Espagne 2007
La 1re étape du Tour d'Espagne 2007 a eu lieu le 1er septembre, autour de Vigo.

## Récit
Cette 62e édition du Tour d'Espagne a rompu avec les habitudes en ne débutant pas par un contre-la-montre, mais par une étape en ligne, disputée autour de Vigo et longue de 146,4 km.
Trois coureurs se sont échappés en début d'étape : Dimitri Champion, Geoffroy Lequatre et Serafín Martínez. Ce dernier a ensuite lâché ses compagnons pour franchir seul la deuxième difficulté de la journée, l'Alto de Zamans, prenant ainsi la tête du classement de la montagne. Il est ensuite rejoint par Jérémy Roy à moins de 20 kilomètres de l'arrivée. Les deux ont cependant vu revenir le peloton emmené par les équipes Quick Step-Innergetic, Lampre-Fondital et Team Milram.
L'étape s'est donc conclue par un sprint, remporté par Daniele Bennati, devant Óscar Freire et Alessandro Petacchi.
Il est à noter qu'une chute a provoqué l'abandon de Tom Danielson, 6e de l'épreuve en 2006. Damiano Cunego, annoncé comme l'un des favoris de cette Vuelta, a été touché plus légèrement et a rejoint l'arrivée avec quelques secondes de retard.

## Classement de l'étape
| \| 1. \| Daniele Bennati \| \| en \| 3 h 43 min 09 s \| \| 2. \| Óscar Freire \| \| + \| m.t. \| \| 3. \| Alessandro Petacchi \| \| \| \| \| 4. \| Allan Davis \| \| \| \| \| 5. \| Tom Boonen \| \| \| \| \| 6. \| Aurélien Clerc \| \| \| \| \| 7. \| Koldo Fernández \| \| \| \| \| 8. \| Erik Zabel \| \| \| \| \| 9. \| Rony Martias \| \| \| \| \| 10. \| Leonardo Duque \| \| \| \| |                     |  |    |                 |
| 1. | Daniele Bennati     |  | en | 3 h 43 min 09 s |
| 2. | Óscar Freire        |  | +  | m.t.            |
| 3. | Alessandro Petacchi |  |    |                 |
| 4. | Allan Davis         |  |    |                 |
| 5. | Tom Boonen          |  |    |                 |
| 6. | Aurélien Clerc      |  |    |                 |
| 7. | Koldo Fernández     |  |    |                 |
| 8. | Erik Zabel          |  |    |                 |
| 9. | Rony Martias        |  |    |                 |
| 10. | Leonardo Duque      |  |    |                 |

## Classement général
| \| 1. \| Daniele Bennati \| \| en \| 3 h 43 min 09 s \| \| 2. \| Óscar Freire \| \| + \| m.t. \| \| 3. \| Alessandro Petacchi \| \| \| \| \| 4. \| Allan Davis \| \| \| \| \| 5. \| Tom Boonen \| \| \| \| \| 6. \| Aurélien Clerc \| \| \| \| \| 7. \| Koldo Fernández \| \| \| \| \| 8. \| Erik Zabel \| \| \| \| \| 9. \| Rony Martias \| \| \| \| \| 10. \| Leonardo Duque \| \| \| \| |                     |  |    |                 |
| 1. | Daniele Bennati     |  | en | 3 h 43 min 09 s |
| 2. | Óscar Freire        |  | +  | m.t.            |
| 3. | Alessandro Petacchi |  |    |                 |
| 4. | Allan Davis         |  |    |                 |
| 5. | Tom Boonen          |  |    |                 |
| 6. | Aurélien Clerc      |  |    |                 |
| 7. | Koldo Fernández     |  |    |                 |
| 8. | Erik Zabel          |  |    |                 |
| 9. | Rony Martias        |  |    |                 |
| 10. | Leonardo Duque      |  |    |                 |

## Classements annexes
| Classement | Coureur           | Total            |
| ---------- | ----------------- | ---------------- |
| points     | Daniele Bennati   | 25 pts           |
| montagne   | Serafín Martínez  | 12 pts           |
| combiné    | Geoffroy Lequatre | 191 pts          |
| équipe     | Bouygues Telecom  | 11 h 09 min 27 s |